# Selenaspidus portulacariae
Selenaspidus portulacariae är en insektsart som beskrevs av Hall 1939. Selenaspidus portulacariae ingår i släktet Selenaspidus och familjen pansarsköldlöss. Inga underarter finns listade i Catalogue of Life.